# اسطوره‌شناسی چین

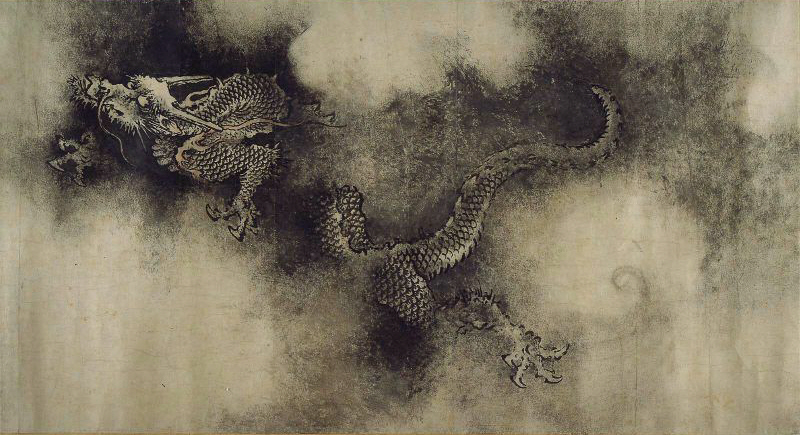
نه اژدها، بخشی از یک اثر هنری مربوط به سال ۱۲۴۴ میلادی، اثری از چن رونگ، سلسلهٔ چینی سونگ، موزهٔ هنرهای زیبای بوستون

اسطوره‌شناسی چین (به انگلیسی: Chinese mythology) شامل مجموعه‌ای از پدیده‌های برخاسته از تاریخ فرهنگی و مذهبی چین، و افسانه‌های فولکلوریک رایج در این سرزمین می‌باشند که عمدتاً توسط سنن شفاهی و گاهی توسط منابع مکتوب به عصر کنونی منتقل شده‌اند. این پدیده‌ها عبارتند از: اسطوره‌های آفرینش در فرهنگ چین و همین‌طور اسطوره‌ها و افسانه‌هایی در مورد نحوهٔ تأسیس و شکل‌گیری مقولاتی همچون فرهنگ چینی و دولت در چین. همانند بسیاری از اسطوره‌های دیگر، در مورد اسطوره‌شناسی چینی هم اعتقاد بر این است که دست کم بخشی از آنچه که در این مورد ثبت و ضبط شده‌است، مشتمل بر تاریخ واقعی است.
در اسطوره‌شناسی چینی، برخی از اسطوره‌ها در قالب‌های تئاتری یا ادبی زنده مانده‌اند و مثلاً به صورت نمایشنامه یا رمان حفظ شده‌اند. در مورد برخی از این اسطوره‌ها، پاره‌ای داستان‌های اساطیری نیز موجود است که به عنوان شناسانندهٔ ویژگی‌های هر اسطوره از آن‌ها استفاده شده‌است.

## تاریخچه
مورخان حدس زده‌اند که پرداختن به اساطیر چینی از قرن دوازدهم پیش از میلادآغاز شده‌است. البته برای مدت زمانی بالغ بر یکهزار سال، اسطوره‌ها و افسانه‌های چینی در قالب فرهنگ شفاهی مردم چین، و به طرز سینه به سینه انتقال یافته‌اند و بعدها نسبت به ثبت و ضبط این اساطیر به گونهٔ مکتوب اقدام شده، که از جملهٔ اولین نمونه‌هایی که در آن ضبط کتبی این موارد انجام گرفته می‌توان به کتاب شان‌های جینگ (چان‌های کینگ) اشاره نمود.
بر این اساس، شناخت ما از اسطورهٔ چینی، عمدتاً از طریق سنتهای شفاهی مانند تئاترها و ترانه‌های کهنی بدست آمده‌است که مواردی در این ارتباط را منتقل ساخته‌اند، امّا در عین حال مکتوباتی به صورت رمان مانند، همچون رمان هی یان ژوان Hei'an Zhuan (حماسه تاریکی) نیز بعدها پدید آمده‌است. در حماسه تاریکی به مجموعه‌ای برمی‌خوریم که تنها برخی افسانه‌های کهن و سنتی چینی را در فرم حماسی ثبت و ضبط کرده‌است. این مجموعه عمدتاً به حفظ موارد مربوط به یک جامعهٔ خاص از ملیت هان در چین، یعنی ساکنان منطقه‌ای واقع در اطراف کوه شن نونگ جیا Shennongjia در هوبئی پرداخته، و حاوی شرح مفصلی از وقایع اساطیری و حماسی که در فاصلهٔ تولد پانگو Pangu تا دوران تاریخی بوقوع پیوسته‌اند، می‌باشد.
به عقیدهٔ غالب پژوهشگران، اسطوره‌های چین به گونه‌ای که امروزه در دسترس ماست، به اندازهٔ اسطوره‌های سایر ملل و فرهنگ‌های قدیمی، کهن و قابل اطمینان نیست. علت اصلی قابل اطمینان نبودن اساطیر چین، این است که در سال ۲۱۳ قبل از میلاد مسیح، نخستین امپراتور چین، تمامی کتابهای کهن چینی را، به جز کتاب‌هایی که دربارهٔ پزشکی و کشاورزی و کاشت درختان و گیاهان و پیش گویی بود، سوزاند و از میان برد.
در دوران فرمانروایی خاندان هان، از ۲۰۶ پیش از مسیح تا ۲۲۰ پس از میلاد، فرمانروایان چینی تعالیم کنفوسیوس را به صورت دین رسمی حاکم بر کشور درآورده و مذاهبی را که متضمن پرستش طبیعت بود را ممنوع کردند. در این دوران، بسیاری از اسطوره‌های قدیمی که هنوز به گونه‌ای شفاهی رایج بود، بار دیگر به صورت مکتوب درآورده شد. لیکن دانشمندان دربار خاندان هان، این اسطوره‌ها را به گونه‌ای درآوردند که منعکس کنندهٔ برداشت‌ها و اوضاع سیاسی و دینی عصر خود آن‌ها باشد.

## معرفی
برای شناخت اساطیر چین باید به چند نکته توجه کرد. در میان این ملاحظات، مهمتر از همه این است که دربارهٔ کدام چین می‌خواهیم صحبت کنیم. بدیهی است که اساطیر چین قدیم، تا آنجایی که از آن‌ها اطلاع داریم، با اساطیر دوران‌های جدیدتر در این سرزمین تا حدود بسیاری متفاوت است. البته منظور از این گفته این نیست که گفته شود در یکی از لحظات تاریخ چین ناگهان گسستگی و جهشی ایجاد شده که تمامی اندیشه‌های مذهبی و انگاره‌های اساطیری جامعهٔ چین را، در کل و از پایه دگرگون کرده‌است.
امّا درک این مطلب بسیار ساده‌است که در طول سه هزار و پانصد سال تاریخ کم و بیش شناخته شدهٔ این سرزمین (تاریخ چین)، پنداره‌های عقیدتی چینی‌ها دستخوش تحولات بی شماری شده‌است و این تحول را، هرچند هم که به آرامی صورت گرفته باشد، نمی‌توان نادیده گرفت. به هرحال دلایل بسیاری وجود دارد که تفکیک چین قدیم از چین جدید را توجیه می‌کند.
عصر هان که از دو قرن قبل از میلاد مسیح آغاز شده و تا دو قرن بعد از آن ادامه یافته‌است را می‌توان حدفاصل این دو دورهٔ کاملاً متمایز دانست، چراکه در عهد این دودمان بود که سفرهای دور و فتوحات سرزمین‌های دیگر، به تماس اساسی با فرهنگ بیگانه منجر شد. به عنوان مثال بودائیسم در همین عصر به چین راه یافت.